# 薛承教
薛承教，字敬敷，號小雍，陕西西安府咸阳县軍籍，明朝政治人物。同进士出身。

## 生平
十月初三日生，治诗经。萬曆十六年（1588年）戊子科陕西乡试第三十名举人，二十三年（1595年）乙未科进士，吏部觀政，二十五年授直隶丹阳县知县，丁憂，二十九年考察降一级。復除真定县知县，改稷山县，擢户部主事，三十九年京察以浮躁。后升至刑部郎中，四十七年升雲南大理府知府，天启二年大计被劾。后任副使。

## 家族
曾祖薛经，乡耆。祖薛國榮，教谕。父薛應元，癸酉舉人。母张氏。具庆下。娶王氏，继娶张氏。子来胤（武舉）、来徵、来麟、仁僧、義僧。